# Freizeitpark Plohn
Freizeitpark Plohn est un parc de loisirs situé en Saxe dans la municipalité de Lengenfeld, en Allemagne. Le parc est ouvert depuis 1996.

## Histoire
Le parc est créé sous l'impulsion de Arnfried Völkel qui s'est retrouvé au chômage en 1991 et qui décide d'ouvrir un restaurant suivi par l'installation d'une petite forêt de contes, avec douze scènes inspirées des plus célèbres contes des frères Grimm.
Le parc s'agrandit au cours des années. Les investissements du parc deviennent de plus en plus importants. Le parc ouvre ses premières montagnes russes (Silver Mine) en 2000. Il faudra ensuite attendre 2006 et 2009 pour voir de nouvelles montagnes russes.

## Les attractions

### Montagnes russes

#### Actuelles
| Nom           | Type                          | Constructeur                 | Année |
| ------------- | ----------------------------- | ---------------------------- | ----- |
| Drachenwirbel | Montagnes russes tournoyantes | SBF Visa Group               | 2017  |
| Dynamite      | Montagnes russes assises      | Mack Rides                   | 2019  |
| El Toro       | Montagnes russes en bois      | Great Coasters International | 2009  |
| Miniwah       | Montagnes russes E-Powered    | Mack Rides                   | 2015  |
| Plohseidon    | Montagnes russes en métal     | Zierer                       | 2011  |
| Raupe         | Montagnes russes junior       | SBF Visa Group               | 2006  |

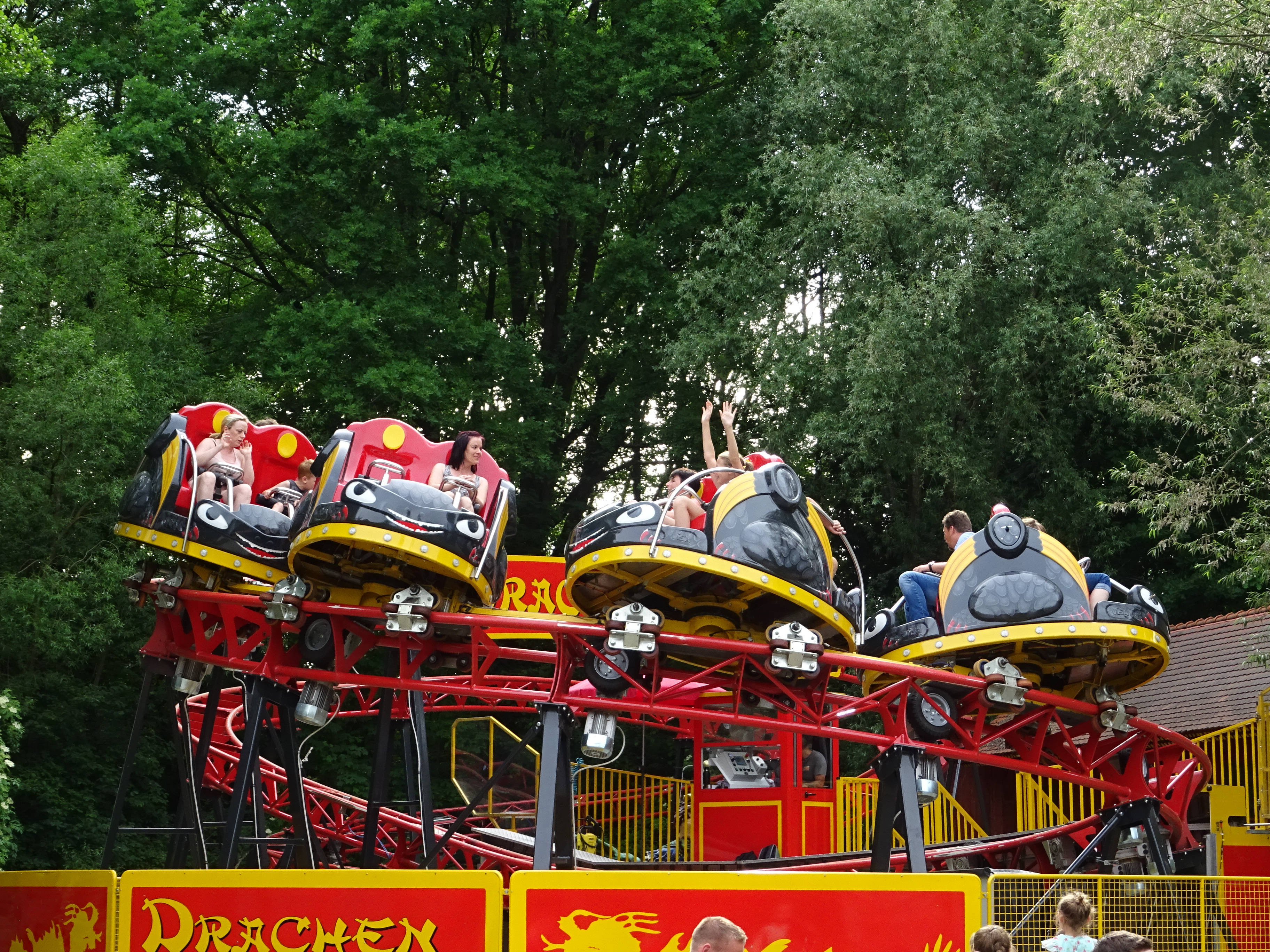
Drachenwirbel
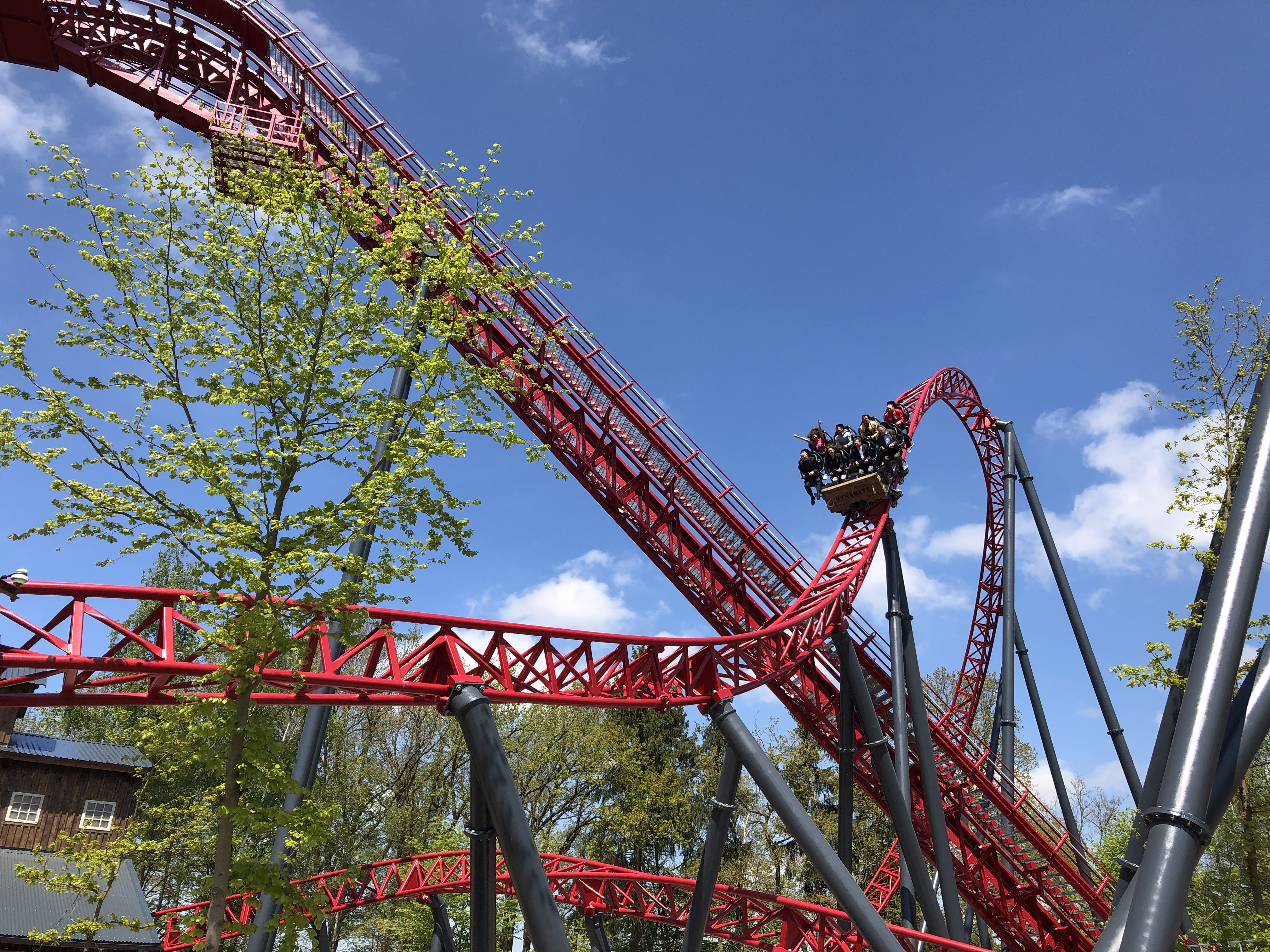
Dynamite
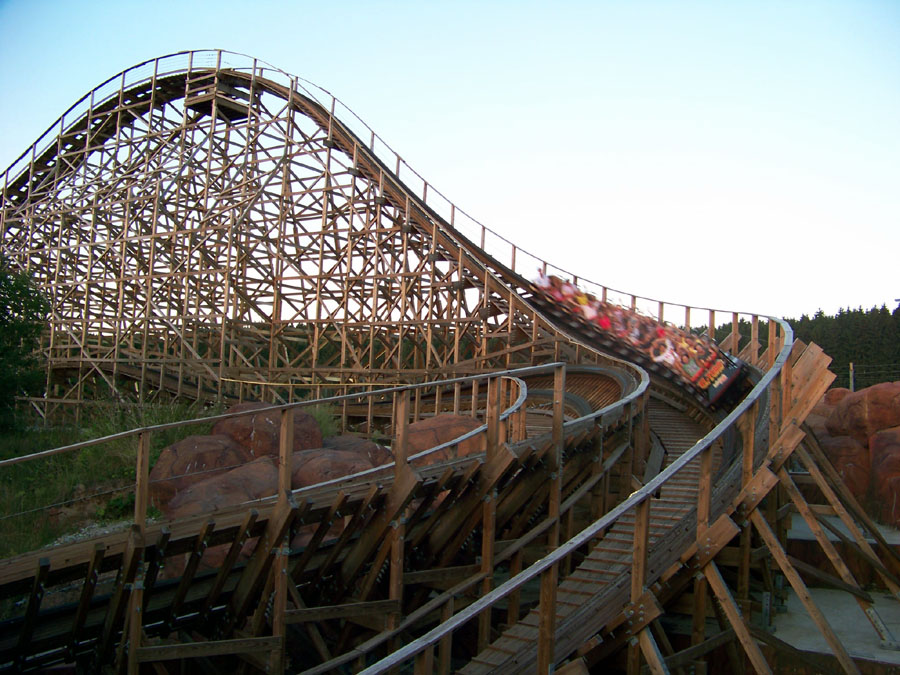
El Toro
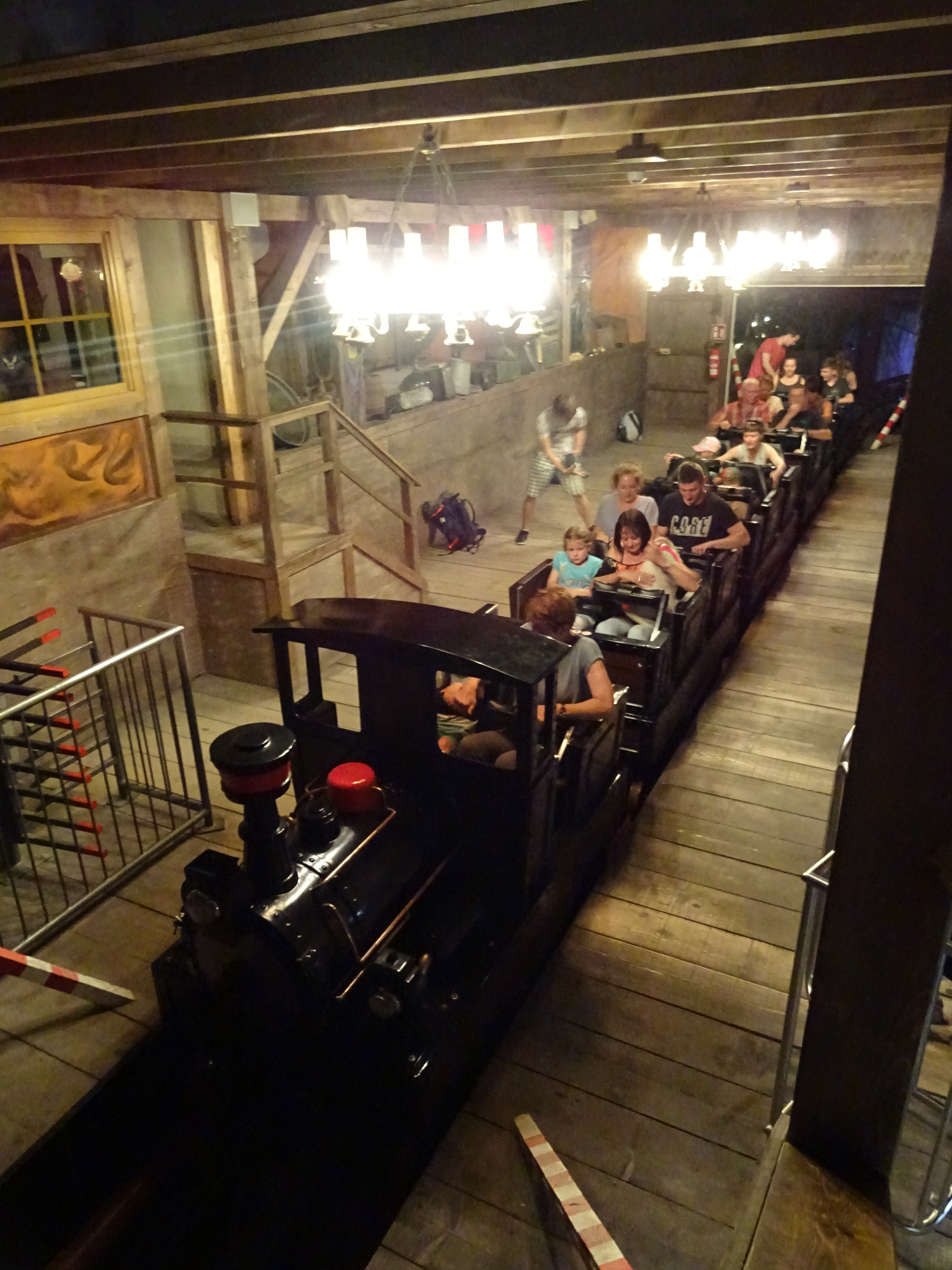
Miniwah
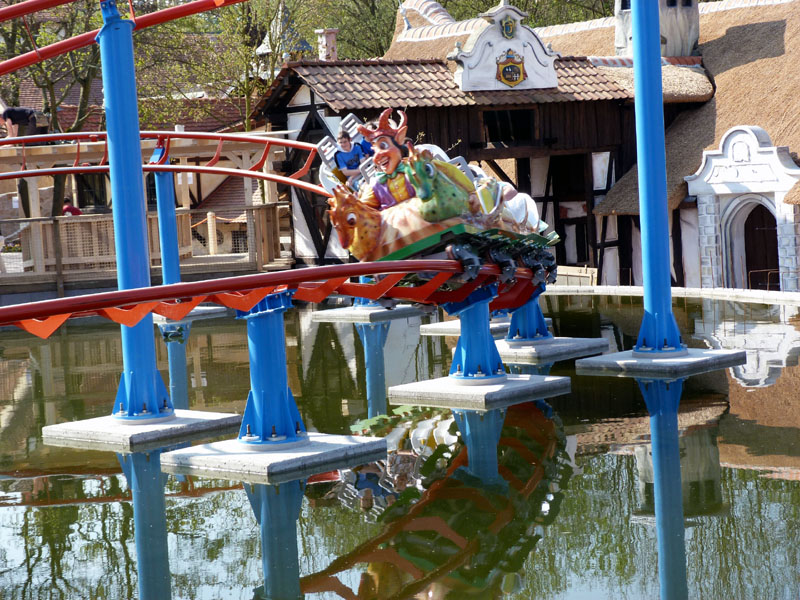
Plohseidon
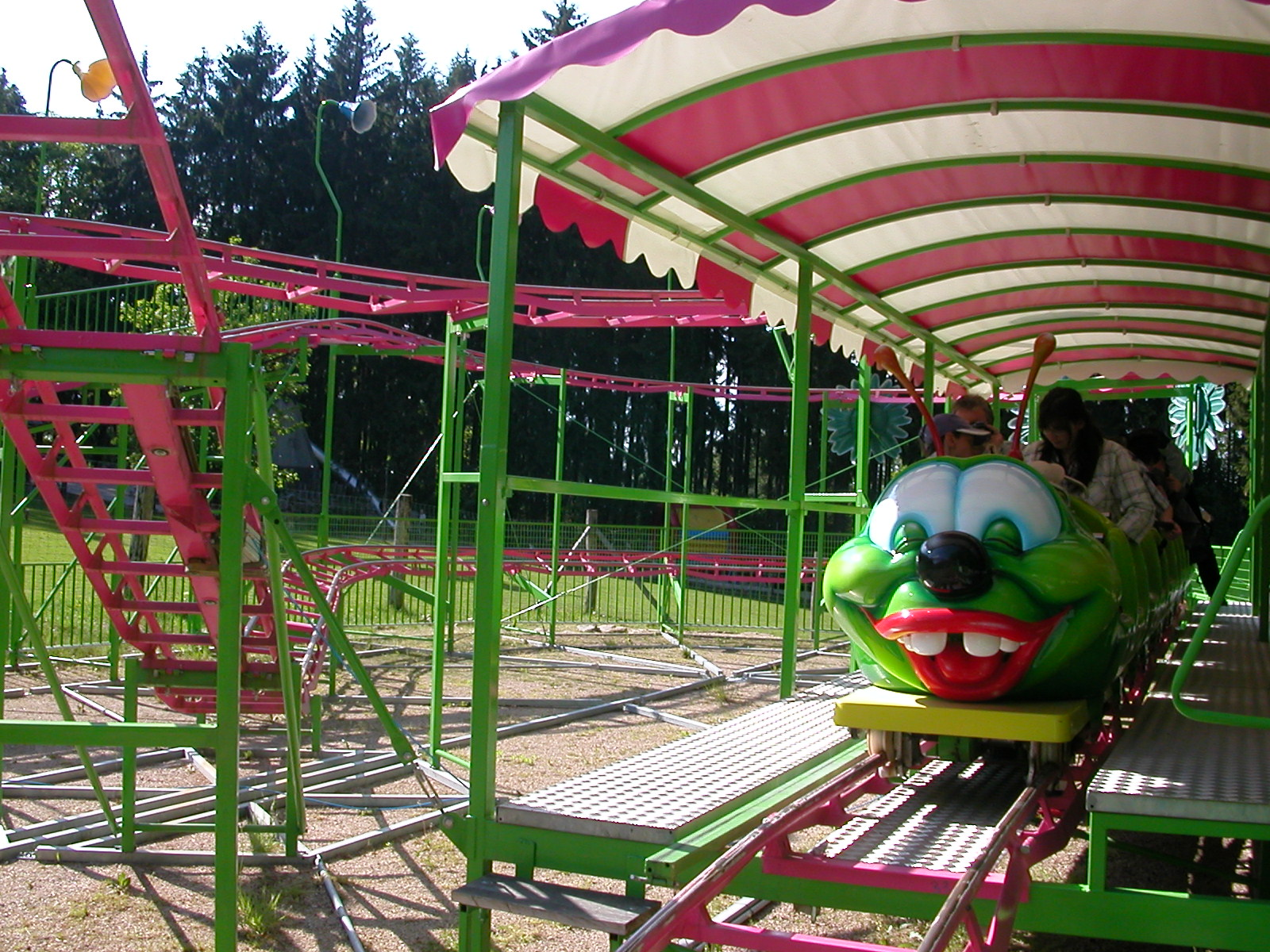
Raupe

#### Disparues
| Nom                                                 | Type                      | Constructeur | Année d'ouverture | Année de fermeture | Photo |
| --------------------------------------------------- | ------------------------- | ------------ | ----------------- | ------------------ | ----- |
| Silver Mine Anciennement Achterbahn de 2000 à 2005. | Montagnes russes en métal | Zierer       | 2000              | 2017               |       |

### Attractions aquatiques

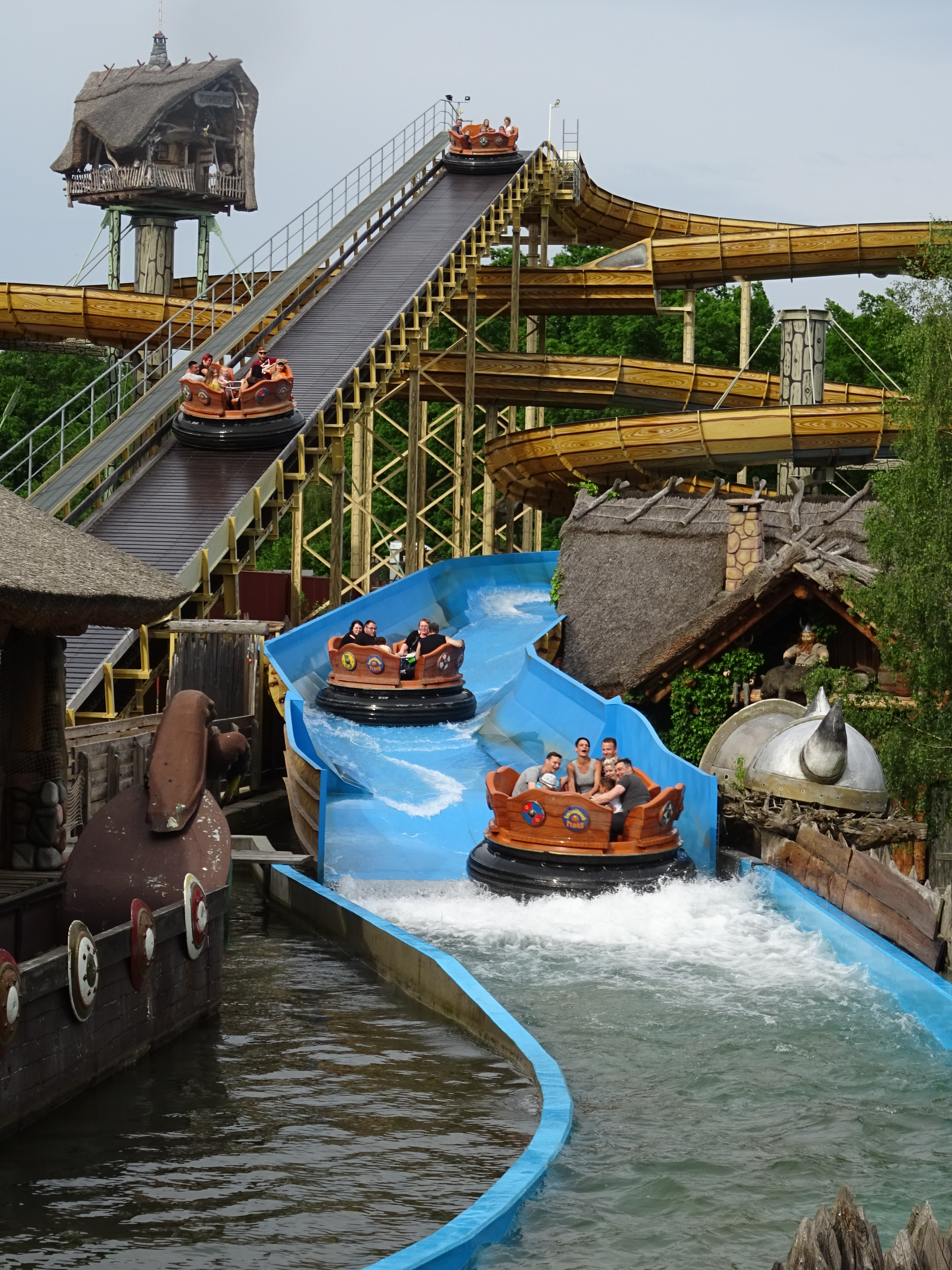
Fluch des Teutates

- Fluch des Teutates - Spinning Raft d'ABC Engineering, 2013
- Urzeit Floßfahrt - Tow boat ride de Mack Rides, 1997
- Wildwasserbahn - Bûches de Mack Rides, 1999

### Autres attractions

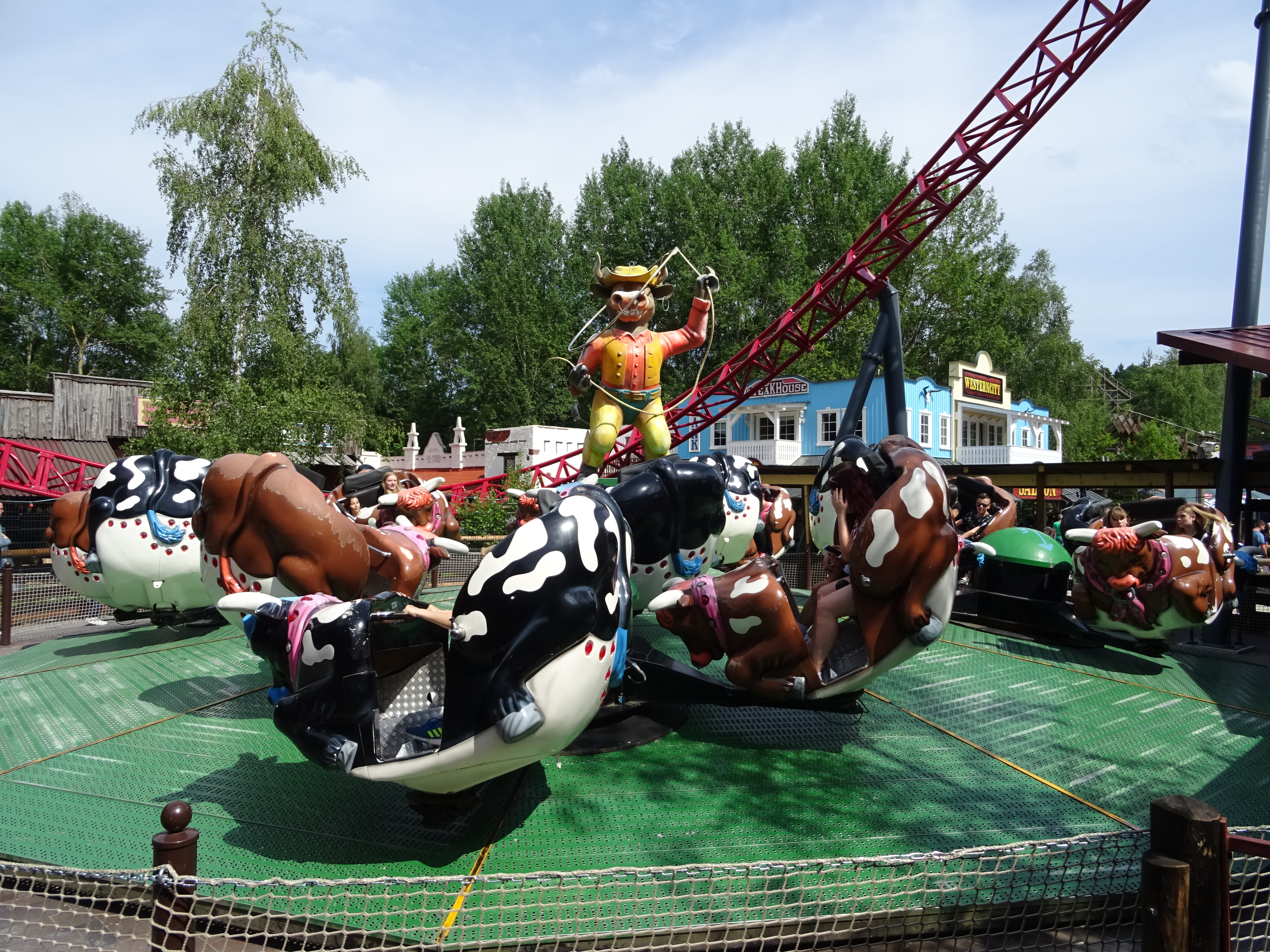
Westernrodeo

- Dazzling Dan's Fusel Schleuder - Jet Skis de Zierer, 2024
- Freefall im Urzeitdorf - Family Tower de Zierer, 2007
- Fuerstrains Kanonenboote - Pédalos, 2008
- Fuerstrains Reise - Petit train pour enfants de Zamperla, 2007
- Geistermühle - Walkthrough, 2008
- Holzmichl villa - Palais du rire
- Kinderkarussell - Carrousel
- Kindereisenbahn - Train pour enfants
- Kletterberg - Structure d'escalade
- Märchenwald - Bois des contes
- Max & Moritz - Chevaux Galopants de Metallbau Emmeln, 2023
- Nostalgie-Karussell - Carrousel, 2010. Présent à Heide-Park de 1986 à 2009.
- Oldtimerfahrt - Balade en tacots
- Plohni's Pilzflieger - Chaises volantes de SBF Visa Group, 2022
- Plohni's Tauchfahrt - Parcours scénique, 2012
- Pony-Adventure - Chevaux Galopants de SBF Visa Group
- Rapunzelkarussell - Carrousel
- Red-Baron-Karussell - Manège avion
- Westerneisenbahn - Train panoramique de Severn Lamb, 1998
- Westernrodeo - Breakdance de Huss Rides, 2000
- Wilde Sau - Toboggan de Metallbau Emmeln

### Anciennes attractions
- Drachen Looping - Giant Loop (fermé en 2010)
- Drachenschaukel - Tapis volant (fermé en 2016)
- Funny Boats - Bateaux tamponneurs de SBF Visa Group (fermé en 2024)
- Märchenkarussell - Carrousel (fermé en 2022)
- Sling Shot - Sling shot (fermé en 2003)